# بندياكة أنيقة
البندياكة الأنيقة (الاسم العلمي:Pandiaka elegantissima) هي نوع من النبات تتبع جنس البندياكة من الفصيلة القطيفية.